# Günther Kindermann

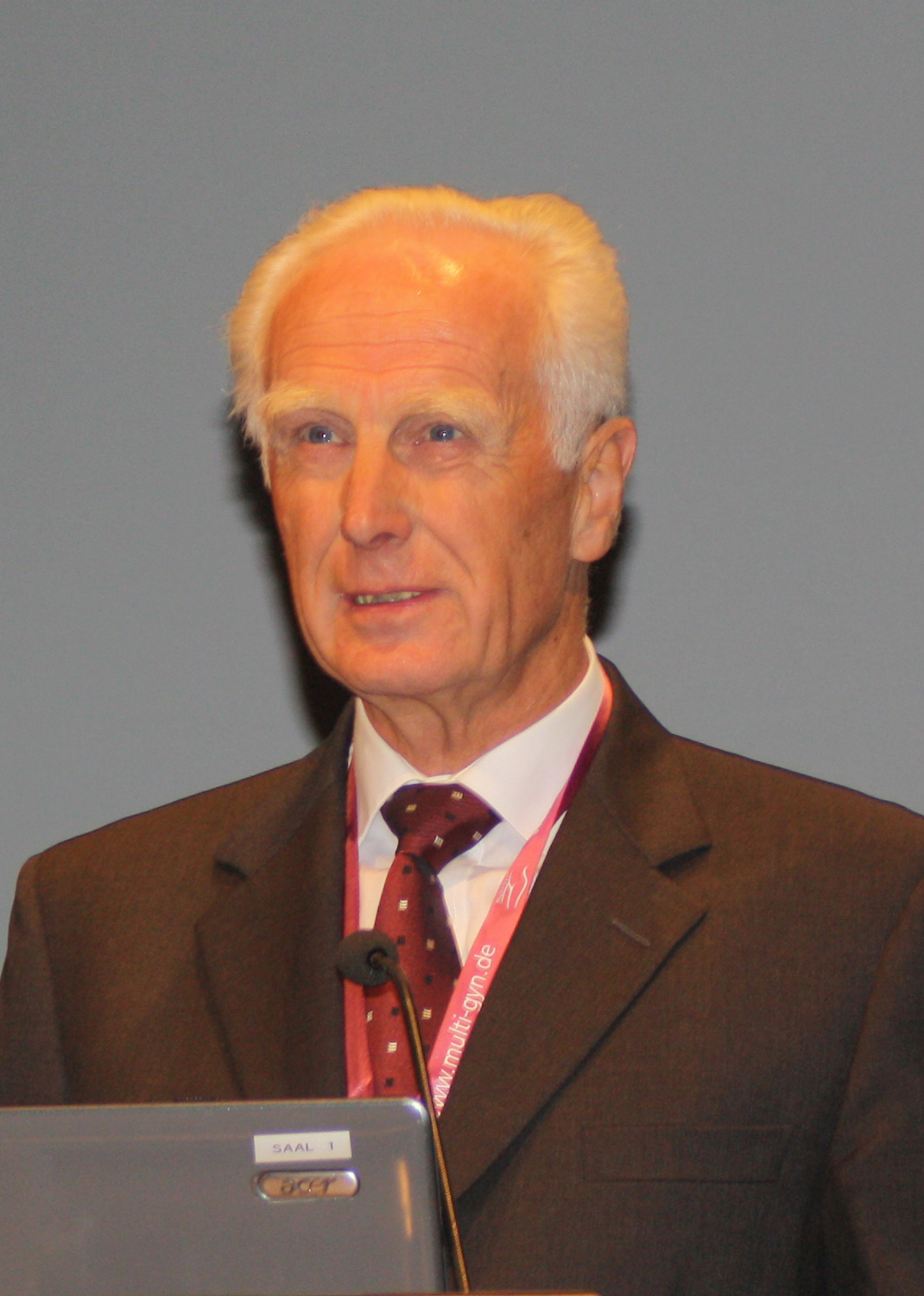
Günther Kindermann (2010)

Günther Kindermann (* 1. Dezember 1935 in Kaiserswerth) ist ein deutscher Gynäkologe und Hochschullehrer.

## Leben
Kindermann studierte an der Medizinischen Akademie Düsseldorf Medizin. 1960 wurde er dort zum Dr. med. promoviert. Er ging an die Frauenklinik der Friedrich-Alexander-Universität Erlangen und habilitierte sich 1972 bei Karl-Günther Ober für Gynäkologie. Später zum Professor ernannt, wurde er 1979 auf den Lehrstuhl der Freien Universität Berlin berufen und zum Direktor der Universitätsfrauenklinik Berlin-Charlottenburg ernannt. Von 1984 bis 1987 war Kindermann Prodekan des Medizinischen Fachbereichs, Klinikum Charlottenburg, der Freien Universität. Er leitete die Klinik bis 1987, als er einen Ruf an die Ludwig-Maximilians-Universität München annahm. Hier stand er der I. Universitätsfrauenklinik am Klinikum Innenstadt bis zu seiner Emeritierung 2002 vor. Sein Nachfolger wurde Klaus Friese.
Kindermann saß viele Jahre im Vorstand der Deutschen Gesellschaft für Gynäkologie und Geburtshilfe (DGGG). Er war 1998–2000 ihr Präsident und organisierte den Kongress 2000 in München. 1995 bis 1996 war er Vizepräsident der Society of Pelvic Surgeons. Weiterhin ist er Mitglied oder Ehrenmitglied zahlreicher deutscher und internationaler Gesellschaften. Seit dem 17. Mai 2001 ist er Mitglied der Leibniz-Sozietät der Wissenschaften zu Berlin. Er ist seit 1979 Mitherausgeber der Fachzeitschrift Geburtshilfe und Frauenheilkunde und im Beirat mehrerer deutscher und internationaler Zeitschriften des Faches Gynäkologie und Geburtshilfe. Seit 1955 ist er Mitglied der katholischen Studentenverbindung KDStV Hercynia Freiburg im Breisgau.

## Schriften
- Hans P. Kleissl, Günther Kindermann: Operationen in der Frauenheilkunde. Eine Informationsschrift für Patientinnen. Perimed-Verlag, Erlangen 1978, ISBN 3-921222-72-9.
- Günther Kindermann, Björn Lampe: Immunhistochemische Diagnostik gynäkologischer Tumoren. Thieme-Verlag, Stuttgart 1992, ISBN 3-13-781501-0 (in deutscher und englischer Sprache).
- als Herausgeber: Vielfalt und Einheit. Wissenschaft und Gewissen. Thieme, Stuttgart 2001, ISBN 3-13-105901-X (1 CD-ROM).